# Russakivka
Russakivka (en (ucraïnès): Русаківка i en rus: Русаковка, Russakovka) és un poble de la República Autònoma de Crimea, a Ucraïna, que el 2014 tenia 918 habitants. Pertany al districte de Bilogorsk.